# Trichoniscus pygmaeus
Trichoniscus pygmaeus är en kräftdjursart som beskrevs av Georg Ossian Sars 1899. Trichoniscus pygmaeus ingår i släktet Trichoniscus och familjen Trichoniscidae. Arten är reproducerande i Sverige.

## Underarter
Arten delas in i följande underarter:
- T. p. monocellatus
- T. p. horticola
- T. p. tuapensis